# Деканат міста Чорткова УГКЦ
Деканат (протопресвітеріат) міста Чорткова Бучацької єпархії УГКЦ — релігійна структура УГКЦ, що діє на території Тернопільської області України.

## Декани
Декани (протопресвітери) Чортківські:
- о. Тарас (Сеньків) — 1989—1992,
- о. Андрій Мельник — нині.

## Парафії деканату
| Парафії                                              | Населені пункти     |
| ---------------------------------------------------- | ------------------- |
| Катедральний собор Верховних Апостолів Петра і Павла | м. Чортків          |
| Вознесіння Господнього                               | м. Чортків          |
| Святих новомучеників і блаженних українського народу | м. Чортків          |
| Непорочного Зачаття Пречистої Діви Марії             | м. Чортків          |
| Великомученика Пантелеймона Цілителя                 | м. Чортків          |
| Святого архангела Михаїла                            | м. Чортків          |
| Преображення Господнього                             | с. Бичківці         |
| Воздвиження Чесного Хреста                           | с. Біла             |
| Преображення Господнього                             | с. Білобожниця      |
| Різдва Пресвятої Богородиці                          | с. Горішня Вигнанка |
| Зіслання Святого Духа                                | смт Заводське       |
| Святих чудотворців і безсрібників Косми і Дам'яна    | с. Ридодуби         |
| Успіння Пресвятої Богородиці                         | с. Скородинці       |